# Phyllonorycter iranica
Phyllonorycter iranica är en fjärilsart som beskrevs av Gerfried Deschka 1979. Phyllonorycter iranica ingår i släktet guldmalar, och familjen styltmalar.
Artens utbredningsområde är Iran. Inga underarter finns listade i Catalogue of Life.